# Surovikino
Surovikino (rusky Суровикино) je město ve Volgogradské oblasti v Ruské federaci. Při sčítání lidu v roce 2010 mělo přes dvacet tisíc obyvatel.

## Poloha a doprava
Surovikino leží na levém, severním břehu Čiru severozápadně od jeho ústí do Cimljanské přehradní nádrže na Donu. Od Volgogradu, správního střediska oblasti, je vzdáleno přibližně 150 kilometrů západně. Bližším velkým městem je Kalač na Donu ležící přibližně padesát kilometrů východně od Surovikina.
Přes město prochází železniční trať z Volgogradu do Rostova na Donu a také  dálnice R260, která na rusko-ukrajinské státní hranici nedaleko ruské Doněcku navazuje na ukrajinskou dálnici M 04 (vede ze Znamjanky přes Dnipro, Doněck a Luhansk) a vede přes Kamensk-Šachtinskij a Kalač na Donu do Volgogradu.

## Dějiny
Tradice uvádí založení v roce 1744 a pojmenování podle jednoho z prvních osadníků,  starověrského kozáka Stěpana Surovikina. Na přelomu 19. a 20. století přispělo k rozvoji sídla připojení na železnici. V roce 1966 získalo Surovikino status města.